# Chilpéric (II)
 (février 2025).
Le contenu est difficilement compréhensible vu les erreurs de traduction, qui sont peut-être dues à l'utilisation d'un logiciel de traduction automatique.
Pour les articles homonymes, voir Chilpéric.
Chilpéric (II) (626-633) fut roi d'Aquitaine  un court instant en 632/633.

## Biographie
Il serait le père, Caribert II de Chilpéric, que la chronique de Frédégaire mentionne comme mort au berceau, probablement assassiné à l'instigation de Dagobert Ier. Cette mort permettait à Dagobert de récupérer des territoires du sud de l'Aquitaine qu'il avait été obligé de céder à Caribert.La fausse charte d'Alaon (un faux du XVIIe siècle), fabriquée par un érudit espagnol nommé don Juan Tamagno Salazar et attribuée à Charles le Chauve, inventait deux fils de Caribert II : Boggis et Bertrand, auxquels Dagobert aurait rendu le royaume d'Aquitaine. Boggis aurait eu un fils nommé Eudes, duc d'Aquitaine, d'où seraient affiliés les princes d'Aragon. Cette affirmation n'est pas crédible et la famille d'Eudes, prince d'Aquitaine, n'est pas descendante des Mérovingiens comme les noms employés par les membres de la dynastie semblent le montrer.
Le nom de sa mère est inconnu. Il était le frère de 2 garçon.
Ils ne sont généralement pas numérotés, le vrai « II ». Chilpéric est le roi qui régna entre 715 et 719.

## Faux Mérovingiens?
- Faux Mérovingiens#Chilpéric, roi de Toulouse